# Deutsche Gesellschaft für Versicherungs- und Finanzmathematik

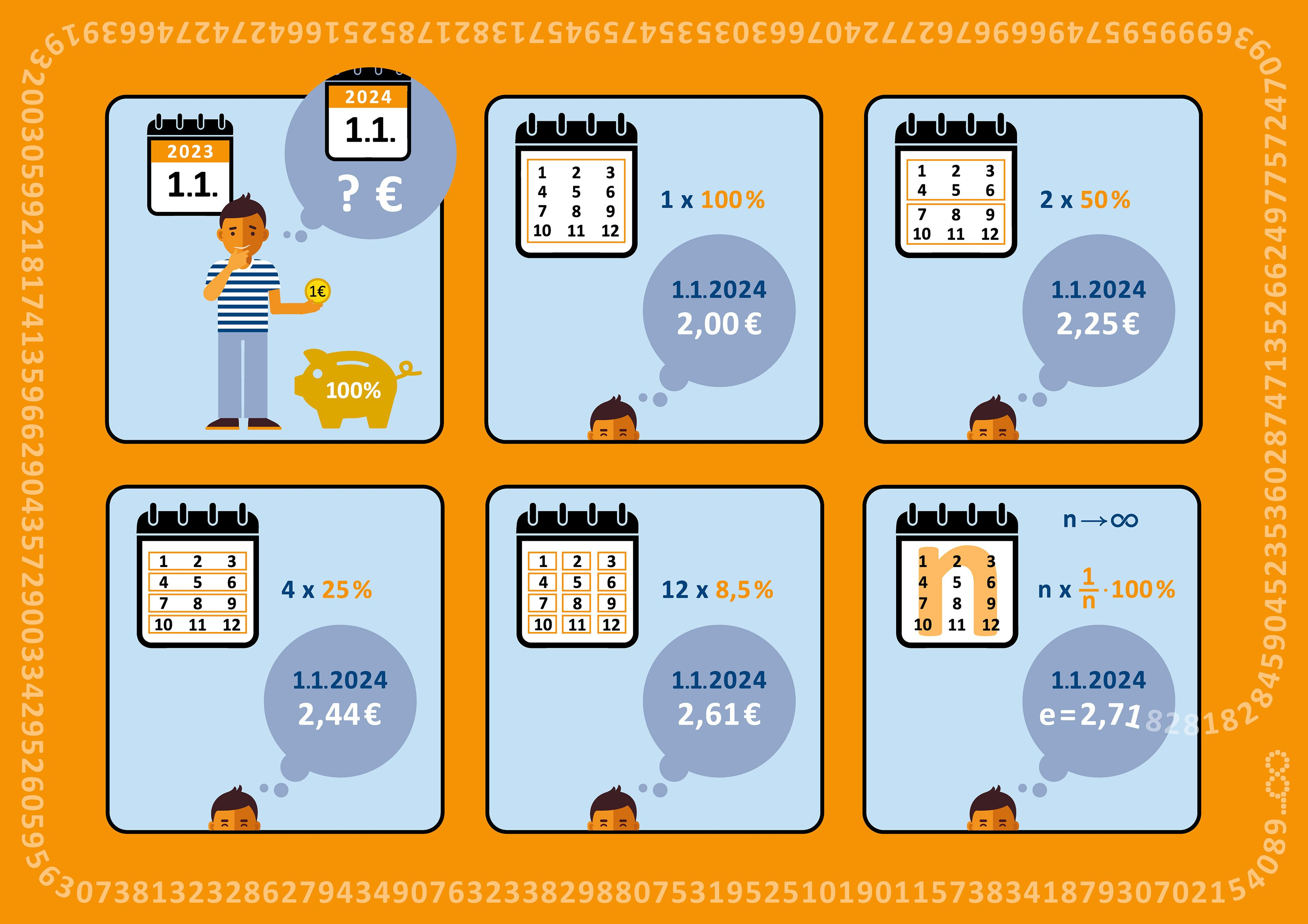
Dieser Beitrag der DGVFM zum Internationalen Tag der Mathematik 2023 illustriert die Beziehung zwischen Zinseszins und der Eulerschen Zahl.

Die Deutsche Gesellschaft für Versicherungs- und Finanzmathematik (DGVFM) ist die mathematische Fachgesellschaft der in Deutschland in Wissenschaft und Wirtschaft tätigen Experten der Versicherungs- und Finanzmathematik sowie des quantitativen Risikomanagements.

## Geschichte
1903 wurde im Deutschen Verein für Versicherungswissenschaften die Abteilung Versicherungsmathematik gegründet. 1948 gründete sich die Deutsche Gesellschaft für Versicherungsmathematik (DGVM), zu deren Vorstandsvorsitzenden der Mathematiker und Vorstandsvorsitzende der Iduna Vereinigte Lebensversicherung AG Horst Becker (* 1927) gehörte. Die Umwandlung der DGVM in die DGVFM erfolgte 2002.

## Tätigkeit
Die DGVFM bietet Forschungs-, Publikations- und Vortragsmöglichkeiten, schafft Plattformen zur wissenschaftlichen Kommunikation und bildet Netzwerke zum Informationsaustausch. Von 1949 bis 2010 gab sie die Blätter der DGVFM heraus, seit 2011 gibt sie gemeinsam mit zehn weiteren europäischen Aktuarvereinigungen gibt das European Actuarial Journal heraus. Einmal im Jahr veranstaltet sie einen „Scientific Day“, auf dem einem breiteren Publikum neue Entwicklungen nahegebracht werden sollen. Für den Gebrauch in der Schule hat sie eine Reihe von Schulmaterialien entwickelt. Weiter betreibt sie ein Praktikantenprogramm und bietet Workshops für Studierende an. Sie arbeitet eng mit der Deutschen Aktuarvereinigung DAV zusammen, beide vergeben jährlich den Gauss-Preis.